# Sexten
Sexten (italià Sesto) és un municipi italià, dins de la província autònoma de Tirol del Sud. És un dels municipis de la vall de Pustertal. L'any 2007 tenia 1.937 habitants. Comprèn les fraccions de Kiniger (Quiniga), Mitterberg (Monte di Mezzo), Schmieden (Ferrara), St.Veit (San Vito) i Moos (Moso). Limita amb els municipis de Toblach, Innichen, Sillian (Àustria), Kartitsch (Àustria), Comelico Superiore (Belluno) i Auronzo di Cadore, (Belluno).

## Situació lingüística
Segons el cens de 2011, el 95,37% de la població parla alemany, el 4,36% italià i el 0,27% Ladí com a primera llengua.

## Geografia
La ciutat està situada en el Pustertal, prop de Innichen i Toblach, on neix el Drava. Al nord els Carnic Alps són la frontera del districte del De l'est Tyrol, Àustria. Al sud, les Dolomites de Sisto i el parc natural, que inclou el famós Drei Zinnen (Tre Cime di Lavaredo).
El municipi està envoltat, en el sentit de les agulles del rellotge, del de l'oest, per Toblach, Innichen, Sillian (Àustria), Kartitsch (Àustria), Comelico Superiore (Belluno) i Auronzo di Cadore (Belluno).

## Història
El nom del poble és d'origen llatí: ad horam sexta, significant a la hora sisena, referida a la seva ubicació al sud d'Innichen. Sexta està documentat a començants de 965 DC. Durant la Primera Guerra Mundial, Sexten estava en la línia de front entre Itàlia i l'Imperi austrohongarès, i va patir molts danys.
Va ser conquerit per Itàlia el novembre de 1918. Més tard va ser fortificat durant l'Etapa Feixista.

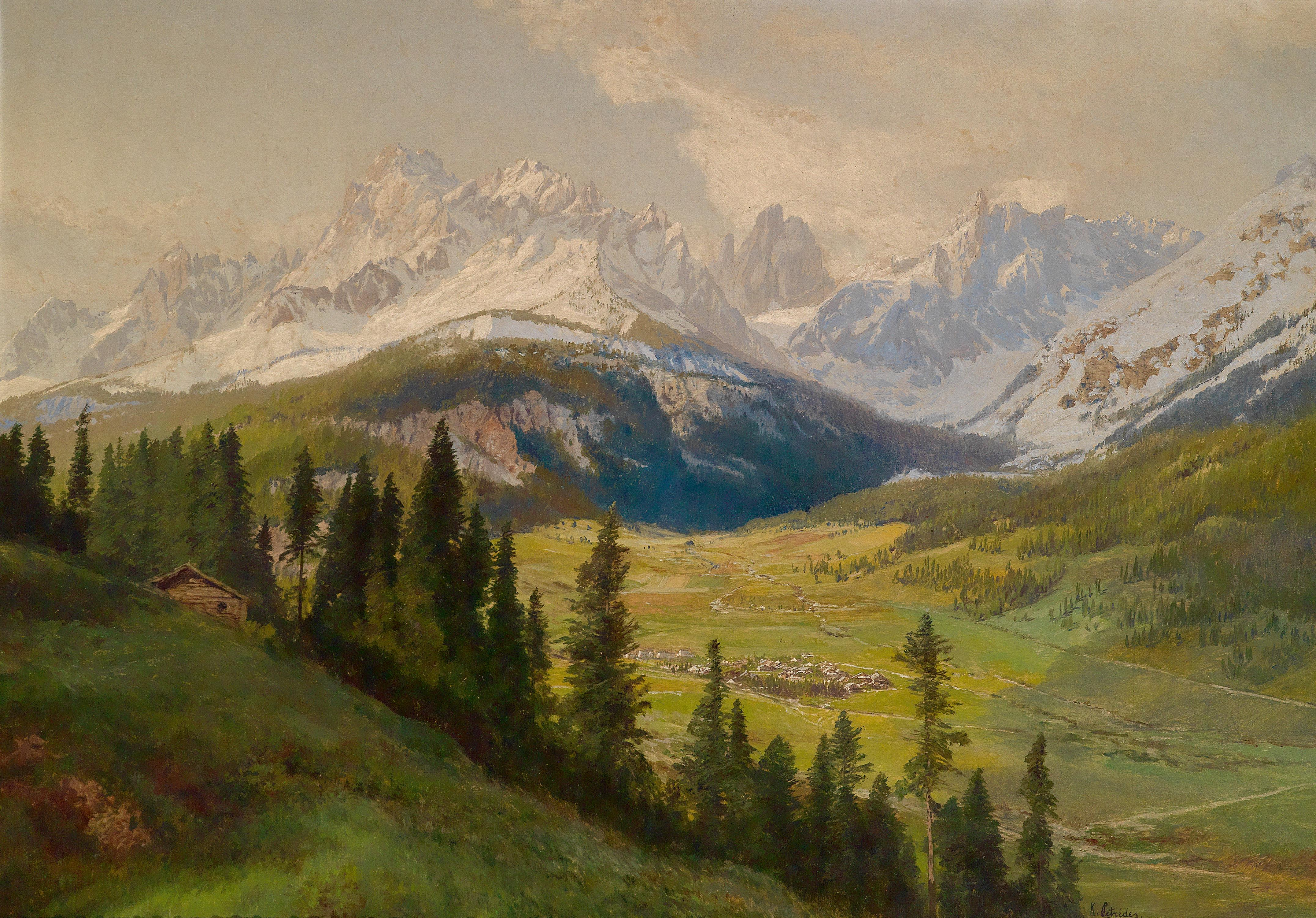
Vista històrica de Sexten i el "Sexten Sundial" (Dolomites de Sexten) en una pintura a l'oli de Konrad Petrides al voltant de 1900

És la ciutat natal del tennista Jannik Sinner.

## Escut d'armes
L'emblema és atzur i representa tres pics d'argent amb un isard dempeus en el centre; els tres cims simbolitzen els Tres Cims de Lavaredo. L'emblema va ser concedit el 1972 però ja es feia servir abans de la Primera Guerra Mundial.

## Ciutats agermanades
Sexten està agermanada amb:
- Sankt Veit in Defereggen, Àustria
- Zermatt, Suïssa

## Administració
| Període | Identitat     | Partit |
| ------- | ------------- | ------ |
| 2004-   | Fritz Egarter | SVP    |